# Saint-Étienne-lès-Remiremont
 Saint-Étienne-lès-Remiremont  es una población y comuna francesa, en la región de Lorena, departamento de Vosgos, en el distrito de Épinal y cantón de Remiremont.

## Demografía
| 3369 | 3741 | 3936 | 4497 | 4085 | 4057 |
| Para los censos de 1962 a 1999 la población legal corresponde a la población sin duplicidades (Fuente: INSEE [Consultar]) |      |      |      |      |      |